# Faxinalipterus
Faxinalipterus é um gênero de vertebrados, possivelmente um pterossauro que viveu no final do Triássico na Formação Caturrita no sul do Brasil.
A espécie-tipo, Faxinalipterus mínimos foi nomeado e descrito em 2010 por José Fernando Bonaparte, Marina Bento Soares e César Leandro Schultz. O nome genérico é derivado de Faxinal do Soturno e pteron do grêgo (asa). O nome específico, do latim minimus , significa "menor".
Os fósseis da espécie foram encontrados em 2002 e 2005, em um local a 1,5 km à nordeste da cidade de Faxinal do Soturno, Rio Grande do Sul e estavam na Formação Caturrita e datando do Carniano ou Noriano, entre 220 e 215 milhões de anos. O holótipo, UFRGS PV0927T, está na coleção da Universidade Federal do Rio Grande do Sul e consiste em vários e parciais fragmentos, elementos dos membros, provavelmente de um único indivíduo. Estes não incluem ossos da mão. Um fragmento de maxilar superior, uma maxila esquerda com três dentes.
Faxinalipterus era um pequeno animal, com um comprimento do úmero estimado de 18 milímetros. O tamanho foi comparada com a de um pardal. Os membros posteriores, muito melhor conservado do que os membros anteriores, são relativamente longos. A partir da maxila pode-se inferir que o crânio era leve e constituído de grandes aberturas. Os dentes superiores, provavelmente dezoito dentes, longos e curvados.
Os descritores atribuiram o Faxinalipterus aos Pterosaurias, com base em seus membros longos e ocos, o lombo unido à articulação superior do úmero relativamente curto e robusto, adequado para executar vôos. Talvez, seja o mais antigo pterossauro conhecido, já que possivelmente é anterior aos achados europeus do Noriano. A diferença de idade não pode ser grande, o que indica uma evolução rápida nos primeiros pterossauros. A Formação Caturrita consiste em arenito terrestre, não costeiro, o que indica um habitat e uma evolução terrestre. Concluíram que o Faxinalipterus é o pterossauro mais basal conhecido, as características basais incluem a falta de fusão entre a tíbia e a fíbula, um rádio fino e um coracóide que não se fundiu com a escápula. No entanto, Alexander Kellner sugeriu o Faxinalipterus pode não ser um pterossauro, mas um membro basal da Pterosauromorpha uma vez que a falta de fusão entre a tíbia e a fíbula é plesiomórfica, sendo um táxon irmão do Ornithodira. Fabio Dalla Vecchia Marco (2013) afirmou que são "equivocadas as características de pterossauro encontradas" nos fósseis de F. mínimos, na verdade, de acordo com o autor, "o úmero é muito diferente do úmeros dos pterossauros do Triássico". Dalla Vecchia não considerou o Faxinalipterus como um pterossauro, mas não afirmou a que grupo de vertebrados pertence.